# 琴伝流
琴伝流（きんでんりゅう）は、全国に40万人以上の会員と1万人以上の講師陣を擁する日本最大の大正琴流派である。有限会社日本バイオリン研究所大正琴全国普及会が運営し、組織の正式名称は琴伝流大正琴全国普及会。

## 本社所在地
〒399-4117 長野県駒ヶ根市赤穂字福岡14番地545

## 主な特徴
大正琴製造メーカーである日本バイオリン研究所大正琴全国普及会が大正琴購入者へのサービスとして演奏指導を行ったことがきっかけとなって作られた組織である。
大正琴演奏者・講師の主導で設立されたわけではなく、また「歴史の浅い大正琴が伝統芸能と肩を並べるためには、全愛好者によって大正琴音楽文化を高め続ける必要がある」という考えにより、いわゆる家元制度を採用していない。講師の質は認定指導者制度などにより保たれており、「大正琴の普及を支援する団体」としての色合いが強い。初代会長は北林源一郎。
他の流派にはない大正琴アンサンブルというこれまでの常識を大きく覆す新境地を開拓し（従来からあるソプラノに加えて、昭和50年代前半にアルト・テナー・ベース、計3種の大正琴を開発）、新たな音楽文化の第一歩を踏み出した。最大流派の優位性を生かして大正琴及び属品の価格も他流派より安く設定し、老若男女あらゆる世代が大正琴を楽しめるよう様々な取り組みをしている。
2008年には琴伝流会員2,864名により大正琴の一斉演奏のギネス記録(従来記録1,034名)の更新をした。また、全長210.5cm重さ23.2kgの世界一大きな大正琴もギネス記録として認定され、2つのギネス記録を持っている。
2008年の5月から6月にかけてANA全日空の国際線機内放送「スカイチャンネル」に琴伝流の大正琴が採用された。

## 沿革
- 1956年 (昭和31年)
  - 有限会社日本バイオリン研究所設立
- 1974年 (昭和49年)
  - 琴伝流発足
- 1979年 (昭和54年)
  - 4音域の大正琴による大正琴アンサンブル完成
- 1983年 (昭和58年)
  - あかぎ国体で皇太子・皇太子妃(当時)の御前演奏を行う
- 1985年 (昭和60年)
  - 第1回全国大会(以後毎年日本武道館・NHKホール等で開催)
- 1993年 (平成5年)
  - 社団法人大正琴協会を文部省認可のもと5流会派で設立
- 1998年 (平成10年)
  - 長野冬季オリンピックにて大正琴を演奏
- 2001年 (平成13年)
  - 第16回全国大会が単独流派初の文部科学省の後援を受ける
- 2002年 (平成14年)
  - 大正琴初のラジオ番組「大正琴こころのメロディー」放送開始
- 2006年 (平成18年)
  - 「第1回全国子供大正琴コンクール」開催
  - 大正琴音楽大賞スタート
- 2008年 (平成20年)
  - 2,864名による大正琴一斉演奏ギネス世界記録樹立
  - 「世界一大きな大正琴」ギネス世界記録認定(2冠達成)
  - ANA全日本空輸国際線機内放送採用
- 2009年 (平成21年)
  - 大正琴誕生百年記念之碑建立(恵那市：日本大正村)
  - 全国生涯学習フェスティバル見本市会場単独流派初の出展
- 2010年 (平成22年)
  - 大正琴誕生100年記念本「大正琴ものがたり」(幻冬舎)出版
  - 大正琴誕生100年記念歌「さようならば」(作詞・作曲谷村新司)発表

## 琴伝流提供番組
太字は現在放送中の番組。
- 『愛加あゆ 琴伝流 音楽のコト』（毎週土曜 6:35 - 6:45）（2016年10月1日 - 2017年10月1日）
- グッチ裕三 きょうも琴伝流!（文化放送制作。CBCラジオ・信越放送にネット。2014年3月31日 - 2016年9月26日）
- 大正琴こころのメロディー（大正琴発祥の地である名古屋CBCラジオ制作。2002年7月6日 - 2014年3月30日）
- 琴伝流ハートミュージアム（文化放送「キニナル」内コーナー。2013年4月7日 - 2014年3月30日）

## 大正琴音楽大賞
- 第1回 2006年「風雪ながれ旅」北島三郎
- 第2回 2007年「千の風になって」秋川雅史
- 第3回 2008年「津軽の花」原田悠里
- 第4回 2009年「愛のままで・・・」秋元順子
- 第5回 2010年「安芸の宮島」水森かおり
- 第6回 2011年「百万本のバラ」加藤登紀子
- 第7回 2012年「あの鐘を鳴らすのはあなた」和田アキ子
- 第8回 2013年「花は咲く」菅野よう子[注 1]
- 第9回 2014年「ふるさとは今もかわらず」新沼謙治
- 第10回 2015年「南部蝉しぐれ」福田こうへい
- 第11回 2016年「365日の紙飛行機」AKB48
- 第12回 2017年「酒よ」吉幾三
- 第13回 2018年「川の流れのように」美空ひばり
- 第14回 2019年「襟裳岬」森進一